# 卓爾 (嘉靖進士)
卓爾（1513年—？），字見可，福建福州府長樂縣人，民籍，明朝政治人物。

## 生平
嘉靖二十八年（1549年）己酉科福建鄉試第八十九名舉人。嘉靖二十九年（1550年）中式庚戌科會試第三百十五名，登第三甲第一百名進士。

## 家族
曾祖卓誠；祖父卓仕英；父卓廷紳，母林氏，具庆下。弟有为。